# Staphylococcus aureus
Staphylococcus aureus (tudi zlati stafilokok) je vrsta bakterije iz rodu stafilokokov, ki je najpogostejši povzročitelj stafilokoknih okužb. Gre za okroglasto bakterijo (kok), ki je sicer pogosto prisotna na človeški koži. Okoli 20 % ljudi je trajnih prenašalcev te bakterije.

## Povzročene bolezni
S. aureus lahko pri človeku povzroči različne bolezni, od omejenih kožnih okužb (impetigo oziroma krastavost, gnojni izpuščaji, turi, karbunkel, kožni ognojki ...) do življenjsko ogrožajočih bolezni, kot so pljučnica, meningitis, osteomielitis, endokarditis, sindrom toksičnega šoka, bakteremija in septikemija. Je eden od petih najpogostejših povzročiteljev bolnišničnih okužb in pogosto povzroča pooperativne infekcije ran. 

## Zdravljenje in odpornost na antibiotike
Zdravilo izbora za okužbe s S. aureus je penicilin, a so zaradi razširjenosti sevov odpornih na penicilin, zdravila izbora pogosto na penicilazo odporni penicilini (npr. oksacilin ali flukloksacilin). Pri hudih okužbah, npr. pri endokarditisu, se lahko uporabi kombinacija z gentamicinom,, ki je lahko sporna zaradi visokega tveganja za poškodbo ledvic.  Trajanje zdravljenja je odvisno od mesta in resnosti okužbe.
Ob uvedbi penicilina leta 1943 so bili sevi, odporni na ta antibiotik, malodane nepoznani, Alexander Fleming je odkril antibiotično delovanje penicilina ravno na S. aureus. Leta 1950 je bilo že 50 % v bolnišnicah osamljenih bakterij S. aureus odpornih na penicilin, leta 1980 pa že 80 %.